# Santiago Ramón y Cajal

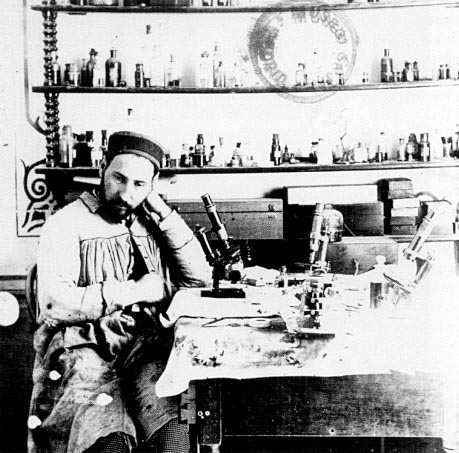
Santiago Ramón y Cajal in zijn laboratorium in Valencia (1884)

Santiago Ramón y Cajal (Petilla de Aragón (Navarra), 1 mei 1852 – Madrid, 17 oktober 1934) was een Spaanse histoloog. Evenals Pablo Picasso wordt hij meestal aangeduid met de achternaam van zijn moeder (Cajal). Ramón y Cajal wordt ook wel de vader der moderne neurowetenschap genoemd.
Zijn bekendste werk was het onderzoek naar de fijne structuur van het zenuwstelsel. Hij gebruikte golgikleuring, de techniek voor het kleuren van neuronen die werd ontwikkeld door zijn tijdgenoot Camillo Golgi. Voor zijn ontdekking kreeg hij 1906 samen met Golgi de Nobelprijs voor de geneeskunde of fysiologie.

## Biografie
Ramón y Cajal werd geboren in Petilla de Aragón als zoon van de barbier-chirurgijn Justo Ramón en Antonia Cajal Puente. Zijn vader had met veel moeite op latere leeftijd een medische graad behaald en hij wilde dat zijn oudste zoon geneeskunde studeerde. Santiago Ramon y Cajal wilde liever kunstenaar worden. Maar door aandringen van zijn vader behaalde hij in 1873 zijn artsendiploma aan de medische faculteit van de universiteit van Zaragossa. Hij nam deel aan een expeditie naar Cuba waar hij malaria en tuberculose opliep.
Na zijn terugkeer werd hij assistent aan de Anatomische School in Zaragoza en directeur van het Zaragoza-museum (1879). In 1883 werd hij hoogleraar in Valencia, in 1887 hoogleraar Histologie en Pathologische Anatomie te Barcelona. Hij bleef tekenen. Hij maakte veel anatomische studies en mogelijk leidde zijn artistiek oog tot zijn grootste ontdekking.
In 1887 keek hij naar de onberispelijk geprepareerde objectglaasjes van hersencellen van de Italiaanse arts Camillo Golgi, en zag hij wat anderen niet zagen. Hij zag duidelijk een netwerk van aparte cellulaire componenten, terwijl men tot dan dacht dat het zenuwstelsel één netvormige structuur was zonder aparte cellulaire componenten (neuronen). Cajal zag eenheden, die vrij opereren en meerdere synaptische connecties vormen, en die allemaal veranderd kunnen worden zodat groei en aanpassing steeds mogelijk blijven. Hij bestudeerde dit nieuwe fenomeen vier jaar lang en identificeerde ook zogenaamde dendritische spines – kleine vliezige uitsteekseltjes aan de dendrietvezels van neuronen die meestal maar van één synaps input ontvangen. Hij gebruikte zijn artistieke vaardigheden om precieze tekeningen te maken en publiceerde zijn bevindingen in zijn magnum opus Revista trimestral de histologia normal y patologica, dat in de wetenschappelijke wereld even veel impact had als Darwins On the origin of species.
Door zijn uiterst accurate beschrijvingen van functie en werking van neuronen veranderde hij de neurowetenschap. Cajal was ook een vruchtbaar publicist en werkte mee aan tal van medische tijdschriften. In 1892 verschijnt zijn publicatie Wet van dynamische polarisatie. Hij werd alom gevierd en overladen met prijzen, zoals de met Golgi gedeelde Nobelprijs in 1906. Van 1892 tot 1922 was hij hoogleraar van dezelfde leerstoel in Madrid. Hij zette in Madrid zijn eigen onderzoeksinstituut op en hij sterft op 17 oktober 1934 ook in Madrid.

## Werk
Ramón y Cajals vroege werk kwam tot stand aan de universiteiten van Zaragoza en Valencia, waar hij zich concentreerde op de pathologie van ontstekingen, de microbiologie van cholera en de structuur van epitheliale cellen. Het was pas nadat hij naar de universiteit van Barcelona ging dat hij kennis maakte met de neurologische kleurings- en impregnatietechnieken van Franz Nissl en Camillo Golgi en richtte zijn aandacht op het centrale zenuwstelsel. Vervolgens verbeterde hij Golgi's technieken en ontwikkelde een eigen zilverimpregnatie voor zenuwelementen.
Gedurende deze periode maakte Cajal uitgebreide studies naar zenuwmateriaal van vele diersoorten en belangrijke delen van de hersenen. Hij toonde aan dat deze uit onafhankelijke losse cellen, neuronen, bestaan die onderling communiceren via gespecialiseerde synapses. Daarvoor dacht men dat het brein bestond uit een groot chaotisch netwerk. Tot aan zijn overlijden bestreed Golgi Cajals bevindingen, maar latere resultaten bewezen dat Cajal meer dan gelijk had.